# Vénus et Cupidon (Cranach, Bucarest)
Pour les articles homonymes, voir Vénus et Cupidon.
Vénus et Cupidon est un tableau réalisé en 1520 par le peintre de la Renaissance allemande Lucas Cranach l'Ancien. Cette huile sur bois est une peinture mythologique qui représente la déesse Vénus et son fils Cupidon nus debout, elle au centre de la composition devant un rideau rouge sombre, lui dans le coin inférieur gauche armé d'un arc et d'une flèche devant un paysage. L'une des plus anciennes variations de l'artiste sur ce duo, l'œuvre est conservée au musée national d'Art de Roumanie, à Bucarest, en Roumanie.

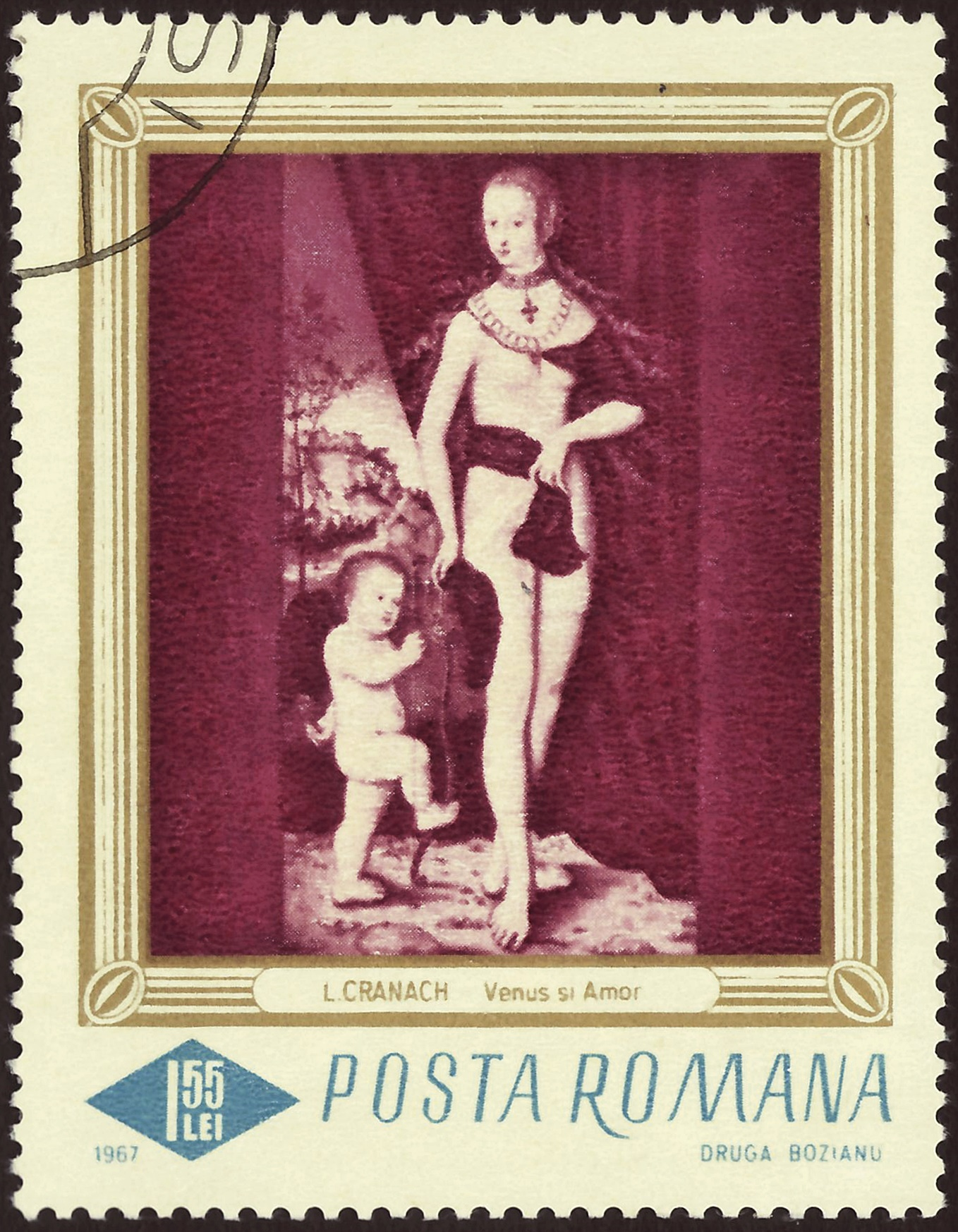
Vénus et Cupidon sur un timbre de Poșta Română de 1967.